# Юзефув (Зґерський повіт)
Юзефув (пол. Józefów) — село в Польщі, у гміні Зґеж Зґерського повіту Лодзинського воєводства.
Населення — 199 осіб (2011).
У 1975-1998 роках село належало до Лодзинського воєводства.

## Демографія
Демографічна структура станом на 31 березня 2011 року:
|          | Загалом | Допрацездатний вік | Працездатний вік | Постпрацездатний вік |
| -------- | ------- | ------------------ | ---------------- | -------------------- |
| Чоловіки | 95      | 18                 | 68               | 9                    |
| Жінки    | 104     | 22                 | 62               | 20                   |
| Разом    | 199     | 40                 | 130              | 29                   |